# John Henry Rushton

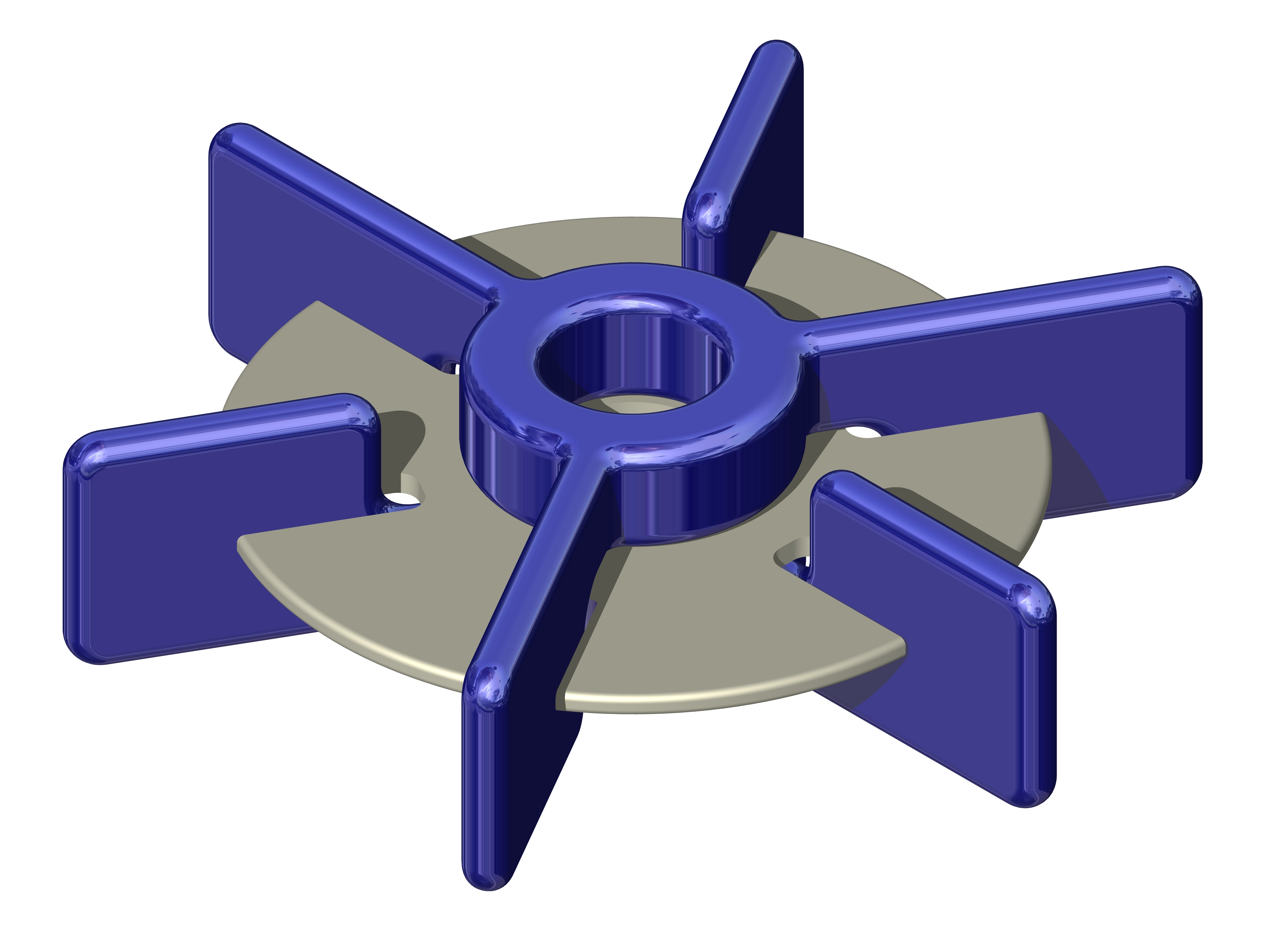
Turbina Rushtona

John Henry Rushton (ur. 25 listopada 1905 w New London, zm. 16 czerwca 1985 w West Lafayette) – amerykański inżynier chemik, wykładowca akademicki, wybitny znawca procesów mieszania oraz wymiany masy. W swoich eksperymentach badał m.in. zależność tzw. liczby mocy (zob. liczby podobieństwa) od rozmaitych czynników wpływających na proces mieszania (lepkość, gęstość płynu, wymiary mieszalnika), uzyskując szerokie zakresy liczby Reynoldsa. Zajmował się również projektowaniem procesów. Jego prace do dziś stanowią podstawę wielu badań z zakresu inżynierii chemicznej.
W 1926 roku Rushton ukończył studia na Uniwersytecie Pensylwanii. Pracował kolejno na Uniwersytecie Virginia, Illinois Institute of Technology i Purdue University (do roku 1971). W latach pięćdziesiątych pełnił obowiązki szefa American Institute of Chemical Engineers. Był promotorem pracy doktorskiej Jamesa Oldshue’a, z którym napisał niektóre ze swoich prac.
Jego imieniem nazwano tzw. „turbinę Rushtona” – mieszadło składające się z poziomego dysku i czterech lub sześciu pionowo zamontowanych łopatek – jedno z wielu, z których korzystał podczas swoich badań.